# Oleksandr Perviy
Oleksandr Perviy (né le 28 octobre 1960 à Bilozerske et mort le 25 septembre 1985 à Donetsk) est un haltérophile soviétique.

## Carrière
Oleksandr Perviy participe aux Jeux olympiques de 1980 à Moscou et remporte la médaille d'argent dans la catégorie des poids -75 kg.